# Drizzt Do'Urden
Drizzt Do'Urden es un personaje de ficción perteneciente al universo de Dungeons & Dragons y Reinos Olvidados. Es un guerrero de alineamiento caótico bueno que ha renegado de la maldad propia de su raza y de su hogar (la Antípoda Oscura). Es uno de los pocos drows de los que se sabe que vive en la superficie. Otros elfos oscuros, aparte de Drizzt, residen en una pequeña comunidad drow en Cormanthor (la que fue una vez el hogar de la corte élfica).

## Biografía
La mayoría de la historia de Drizzt se cuenta en las novelas de fantasía épica de R.A. Salvatore, que se incluyen en los tomos recopilatorios: El Elfo Oscuro, El Valle del Viento Helado, El Legado del Drow, Sendas de Tinieblas, Las Espadas del Cazador, Transiciones y Neverwinter. 
Drizzt mide aproximadamente 1,63 m y pesa unos 59 kg Su arma favorita es la cimitarra, y es el poseedor de dos mágicas: Centella (Twinkle) y Muerte Helada (Icingdeath). Además porta una estatuilla mágica que invoca a su compañera, una pantera negra llamada Guenhwyvar. También lleva en los tobillos unos brazaletes que incrementan su velocidad y un medallón de la deidad Mielikki.
Montolio Debrouchee (Mooshie), un guardabosques humano ciego, lo acogió en su casa de la superficie cuando abandonó la Infraoscuridad debido a su negativa a vivir en la malvada sociedad Drow, huyendo de su familia, y enseñó a Drizzt a aceptarse tal como es, aunque finalmente el drow se dio cuenta de que había seguido ese camino durante toda su vida. Desde entonces, aprendió a vivir según los dictados de una de las deidades que más se acercaban a su concepción moral: Mielikki.
Considerado y sensible, Drizzt se ciñe a unos ideales nobles, pero no espera lo mismo de los demás. Siempre atento a la traición y el peligro, es poco hablador pero puede ser amable en su trato. Es un perfeccionista que anhela ser aceptado y hacer amigos por todo el mundo. Sin embargo, se atormenta debido al peligro al que expone a sus amigos más íntimos a causa de ser perseguido por los drows por su condición de traidor a Lloth y sus otros enemigos (destaca el demonio Errtu y el asesino Artemis Entreri). Aquellos con los que se encuentra lo perciben como una persona severa.
En sus primeros viajes por la superficie, la Dama Alustriel le dio la bienvenida de forma cálida y personal, pero no se atrevió a permitirle estar en Luna Plateada por el momento. Sus hazañas han ido haciendo, muy lentamente, que Drizzt Do'Urden sea bien recibido en el norte de la Costa de la Espada.
Drizzt Do'Urden significa cazador inalterable que camina en la oscuridad.
Hasta este momento Drizzt es el "guerrero" más habilidoso. Se cree que nadie en todo Abeir-Toril es capaz de vencerle en duelo, salvo quizás Artemis Entreri. Aunque en las novelas el protagonista con más poder sería Elminster, Drizzt es el mejor guerrero y podría derrotar a la mayoría de los habitantes de Abeir-Toril.

## Historia
Drizzt Do'Urden nació en la décima casa noble de Menzoberranzan, Daermon N'a'shezbaernon (conocida comúnmente como Do'Urden). Fue el hijo de Malicia, la Madre Matrona de la casa Do'Urden, y Zaknafein, ex-consorte de Malicia y por aquel entonces Maestro de Armas de la casa Do'Urden. Como tercer hijo, estaba destinado a ser sacrificado a la diosa araña Lloth, según la tradición drow, pero la muerte "accidental" de su hermano mayor, Nalfein, a manos del 2.º varón de la casa (Dinin) durante el asalto a una casa rival y justo después del nacimiento de Drizzt, le convirtió en el segundo hijo y eso le salvó.
Como era un varón en la sociedad matriarcal drow, Drizzt Do'Urden sufrió numerosos abusos en las manos de su familia durante sus primeros dieciséis años de vida. Hasta cumplir diez años, pasó su tiempo al cuidado de su hermana mayor Vierna. A pesar de que Vierna distaba de ser amable con él, en sus últimos años Drizzt desarrolló cierto afecto hacia ella.
Ya de niño, Drizzt mostró unos reflejos increíbles. Gracias a esto, Zaknafein fue capaz de persuadir a la Matrona Malicia para que Drizzt se convirtiera en guerrero, en lugar de reemplazar a Nalfein como mago de la Casa. A sus dieciséis, Drizzt comenzó su entrenamiento en las armas. Entonces comenzó a adquirir las habilidades que le llevaron a convertirse en unos de los mejores espadachines de todo Faerûn.
Cuando tuvo veinte años, ingresó en Melee-Magthere, la academia de guerreros de Menzoberranzan, donde destacó en sus estudios a pesar de no contar con el favor de los maestros de la academia, que lo emparejaban con los estudiantes de los últimos años (a los cuales, Drizzt vencía con facilidad). Su estancia en la academia habría sido impecable (según los estándares drows) de no ser por la ceremonia de graduación, donde cayó en desgracia al rechazar tomar parte en una orgía, y no hacer caso de las insinuaciones de dos altas sacerdotisas (una de ellas su hermana Vierna) y maldiciendo a Lloth.
Después de graduarse, formó parte de una expedición a la superficie, en la que salvó a una niña elfa (los acérrimos enemigos de los drows), escondiéndola debajo del cuerpo de su madre asesinada. El maestro de armas y padre de Drizzt, Zaknafein, quel tenía unos principios morales parecidos a los suyos, creyó que Drizzt mató a la niña. Sin embargo, Lloth conocía lo sucedido y retiró su favor a la Casa Do'Urden. Zaknafein luchó entonces contra Drizzt, creyendo que se había convertido en un asesino como los otros drows. Drizzt le contó lo que pasó en realidad. 
Desafortunadamente, las mujeres de la casa Do'Urden, en un intento de descubrir por qué la Casa Do'Urden había perdido el favor de Lloth, estaban presenciando la batalla. Como consecuencia, Zaknafein se ofreció a sí mismo como sacrificio para salvar a Drizzt. Drizzt, una vez que se dio cuenta de lo que había ocurrido, abandonó la casa Do'Urden y se fue a vivir a la Antípoda Oscura.
Drizzt pasó algunos años en la Antípoda Oscura, durante los cuales adquirió la personalidad de "El Cazador" (su alter ego surgido de su acoplamiento al ambiente hostil y salvaje de la antípoda oscura), fue esclavizado por desolladores mentales y tuvo que luchar contra Zaknafein de nuevo, ya que había sido transformado en un Zin-Carla (muerto viviente) por la Matrona Malicia y enviado a la búsqueda de Drizzt. Al final, Zaknafein recobra por unos instantes el control de sí mismo y se arroja a un lago de ácido, destruyéndose para siempre.
Debido al fracaso de la Matrona Malicia en el propósito de matar a Drizzt, Lloth decretó que la Casa Do'Urden debía ser destruida, y la Casa Baenre (la primera casa de Menzoberranzan) se encargó de la tarea. Sólo sobrevivieron Vierna y Dinin (el hermano mayor de Drizzt).
Cuando ya había vivido cuarenta años en la Antípoda Oscura, Drizzt se dio cuenta de que tanto él como los que estaban a su alrededor no estarían seguros, así que decidió viajar a la superficie, donde vivió con Montolio hasta que este murió. Después encontró muchas adversidades debido a su raza, y finalmente se mudó al Valle del Viento Helado, donde conoció a Catti-brie, Bruenor Battlehammer y Regis el Halfling y Wulfgar el Bárbaro y se ganó dos enemigos poderosos, la piedra Crenshinibon y el demonio Errtu
Después de esto, se embarcó en una misión con su gran amigo Bruenor, ya que este en el valle de viento helado, tras los combates con los esbirros de Crenshinibon simuló estar herido de muerte para sacarle una promesa a su amigo de que le acompañaría en la búsqueda de su antiguo hogar, Mithril Hall. Fueron seguidos por Artemis que quería secuestrar a Regis y se llevó prisionera a Cate-Brie. Al entrar en Mithril hall, se enfrentó Drizzt con Artemis, y quedaron separados del resto de compañeros al caer en una trampa enana. Mientras el resto siguió adelante y venció al dragón Tiniebla Brillante, Drizzt, colaboró con Artemis para encontrar una salida. Una vez encontrada la salida, Artemis secuestró a Regis. Este hecho y la supuesta pérdida de su amigo Bruenor (que le creían muerto al matar al dragón), le sumió a Drizzt en un gran pesar, prometiéndose que no dejaría que Artemis se saliera con la suya.
Cuando Artemis Entreri secuestró a Regis, fue junto a Wulfgar en busca de Regis hasta Calimport, donde le rescataron y eliminaron al bajá Pook, que fue el artífice del secuestro. Durante el viaje conocería a Deudermont y se uniría en su búsqueda Catti-Brie y Bruenor, que les alcanzarían en un carro de fuego volador.En los combates con Artemis se vio reflejado lo que él podría haber llegado a ser si hubiera continuado en Menzoberranzan.
Tras el rescate, volvieron junto con ejércitos de varias ciudades humanas y enanas, para reconquistar Mithril Hall
Tras recuperar Mithril hall de las garras de los esbirros del dragón de las sombras, que eran Duergar, se les conoció a los compañeros como los héroes del Hall. 
La tranquilidad les duró poco, ya que la hermana de Drizzt, Vierna Do'Urden , y su hermano, Dinin Do'Urden (convertido de Draña), organizaron una expedición para capturarle. Durante el combate se convocó a una Yochlol y Wulfgar se sacrificó para destruirla.
La muerte de Wulfgar, hizo caer a Drizzt en una gran depresión, llegando a pensar que era el culpable de la muerte. Drizzt decidió ir a vengarse a su antigua ciudad Menzoberrazan. Para no poner en peligro más veces a sus amigos decidió ir solo. Cayo prisionero y fue torturado por la casa Baenre. Inesperadamente fue rescatado por Catti-Brie y Artemis (que fueron ayudados por Jarlaxle). Durante la escapatoria se apoderó de los brazaletes de fuerza cegadora. Esta escapada, junto con la Era de los trastornos, que hacía que no respondiera Lloth a las plegarías de sus siervas, propició que se organizara un ataque desde Menzoberrazan hasta Mithril hall, con la excusa de matar al drow renegado Drizzt.
El combate en Mithril hall fue muy duro pero terminaron ganando los enanos. Drizzt se sentía responsable y se marchó para enrolarse en el Duende del mar junto a Catti-Brie (donde fueron forjando una relación), capitaneado por Deudermont, y donde fueron acabando con todos los piratas e hizo mucho más grande su nombre durante 6 años. Al mismo tiempo, el demonio Errtu tramo un plan para conseguir acceder al plano físico y apoderarse de la enterrada Crenshinibon y le envió un mensaje a Drizzt de que tenía prisionero a alguien que le importaba mucho. Drizzt se pensó que era su padre Zaknafein, pero en realidad era Wulfgar. Por lo que Drizzt convocó al demonio Errtu, quitándole el exilio, cosa que aprovechó para que un esbirro suyo engañara a un mago novato para convocarle y escaparse.
Tras seguir la pista de Errtu y derrotarle, decidieron llevar la piedra a Cadderly para destruirla. En el viaje, Wulfgar atacó a Catti-Brie (que había dejado su relación con Drizzt para volver con su prometido Wulfgar) y se marchó. Durante el viaje se vieron engañados por Jarlaxle que se apoderó de la piedra. Jarlaxle organizó dentro de una fortaleza de Crenshinibon un combate entre Artemis y Drizzt, en una sala en la que sus objetos mágicos no tenían poder. Drizzt ganó, pero tras una treta de Jarlaxle, el último golpe de Drizzt fue absorbido por energía psiónica y devuelto por Artemis en su siguiente contacto, llegando a dejar moribundo a Drizzt. Una vez que salió Artemis de la sala creyéndose que había matado a Drizzt, Jarlaxle hizo que curaran a Drizzt.
Más adelante su relación con Catti-brie se formalizó, y sus caminos se volvieron a cruzar con Wulfgar, que había perdido su martillo Aegis Fang. Juntos volvieron a compartir una aventura, para recuperar el martillo de su amigo extraviado (y ya casado y con una niña adoptada)
Bruenor decidió que era hora de volver a Mithril hall y se marcharon a su reino, pero en el camino se enteraron del ataque de unos orcos a una caravana y decidieron investigar. Durante sus investigaciones vieron una confabulación entre orcos y gigantes de los hielos (promovida por unos elfos oscuros) que querían conquistar la región de la marca argéntea. Se inició una guerra. Por un bando los enanos de Mithril hall, defendiendo su hogar, con los aliados de Mirabar, la ciudadela fedbar, los elfos del bosque de la luna y al final de la guerra, soldados y magos de luna plateada. Por el otro lado los orcos de miles de tribus, comandados por obould muchaflecha, los gigantes de hielo y al sur los trolls de los páramos eternos. Durante toda la guerra, Drizzt creyó que su amigo Bruenor había caído en combate junto con sus amigos (incluida Catti-Brie) en la ciudad Shallows, y fue creando el caos en la retaguardia del ejército Orco, donde conoció a un par de elfos del bosque de la luna (una pareja), montados en pegasos que también acosaban a las fuerzas orcas. Obould mató al elfo de los bosques quedando solo la elfa y Drizzt. Con el paso del tiempo tienen una relación. Al final de la guerra, Drizzt se termina enfrentando a Obould del que sale ganador pero no ileso, pero no consigue matar a Obould. Llega el invierno y el reino de Muchasflechas se consolida, los orcos hacen fortificaciones defensivas para defender lo conquistado y terminan firmando un pacto de no agresión con Mithril hall. 
Cuando termina la guerra, Catti-Brie decide hacerse hechicera bajo la tutela de la Dama de Luna Plateada, por lo que entrega Taulmaril a Drizzt. 
Wulfgar, se marchó con la muerte de su mujer durante la guerra, en busca de su hija Colson, pero al encontrarla no volvió a Mithril hall si no que se fue a reencontrarse con su tribu y volver a su primer hogar. Esto propició a que Drizzt y Regis viajaran para hacerle una visita, viéndose inmersos en la caída de Luskan y la muerte de Deudermont.
Ya estando en Mithril Hall, Catti-Brie se ve afectada por la plaga de conjuros y un Drizzt impotente hace caso del consejo de Jarlaxle para ir a pedir ayuda a Cadderly Bonaduce en la catedral de Espíritu Elevado. Gracias a un parche que le deja Jarlaxle, puede ver lo que ve Catti-Brie. Al llegar a Espíritu Elevado, lo ven asediado por seres del plano de las sombras y son testigos de la destrucción que causa en las filas de dichos seres el nuevo poder de Cadderly. Drizzt participa en la defensa de Espíritu Elevado, derrotando al Dracolich. Este se retira al plano de las sombras a regenerarse y cuando vuelve manda hordas de seres de las sombras, que son repelidas casi todas por drizzt imbuido por el poder de Cadderly. Drizzt mientras extermina a los seres de las sombras, reta al dracolich para que se presente el. Cuando el dracolich desciende para enfrentarse, cae en una trampa y un Drizzt furioso causa muy graves daños en el dracolich, que tiene que volver a escapar al mundo de las sombras, donde es derrotado definitivamente por Cadderly.
A la vuelta a Mithril Hall, Catti-Brie se recupera por una noche, que se pasan haciendo el amor. A la mañana siguiente Catti-Brie muere. Cuando Catti-Brie y Regis mueren, ve cómo se van montadas sus almas en un unicornio (Mielikki) y atraviesan la pared. Drizzt queda tan desolado que le promete vasallaje y todas las riquezas del mundo a Jarlaxle para que la traiga de vuelta, pero este no acepta la oferta, ya que si lo hiciera, lo haría gratis.
Años más tarde viajara con Bruenor en la búsqueda de Gauntlgrym

### Aspecto
Drizzt Do'Urden es un drow, conocido comúnmente como elfo oscuro. Drizzt mide alrededor de 163 centímetros y pesa cerca de 59 kilogramos. Como cualquier otro drow, la piel de Drizzt es negra y su pelo es blanco. La característica que más destaca de Drizzt, son sus ojos, que son de una tonalidad lavanda (absolutamente diferentes del rojo típico de la raza drow, incluso cuando utiliza su infravisión, que normalmente hace brillar intensamente los ojos rojos) y parecen brillar intensa y ferozmente cuando está enojado. 
Utiliza habitualmente una capa de piel verde bosque y botas altas negras, con un collar unido a una cabeza blanca de unicornio, el símbolo de su diosa, Mielikki. Han pasado muchos años desde que Drizzt se aventuró por primera vez en el mundo de la superficie, pero su visión, acostumbrada a la infraoscuridad, no se ha adaptado totalmente al brillante mundo de la superficie. Actualmente, él tiene alrededor de setenta años de edad, no lo suficiente para ser considerado un adulto para los estándares culturales de los elfos. La esperanza de vida media de un drow es entre 700 y 800 años, condicionada por su sociedad que los asesina, si no, podrían vivir varios siglos.

### Personalidad
Siempre calmo y compuesto, Drizzt tiene una cólera controlada dentro de él, una herencia del tiempo que pasó viviendo en la salvaje Antípoda Oscura, donde tuvo que sobrevivir por sus habilidades. Mientras que ha dominado el lado de su inconsciente conocido como "El cazador" puede invocar esa parte de su personalidad cuando se encuentra bajo presión. El "cazador" era un asesino frío, desapasionado que personificó el valor de luchador de Drizzt. Cuando no es poseído por el "cazador", Drizzt tiene la mente clara; es un pacificador, y está siempre dispuesto a evitar una lucha si puede (excepto con razas tales como orcos o los goblins); sin embargo, todavía buscará excepciones al prejuicio de estos estereotipos. Abriga un amor profundo por el mundo de la superficie y abraza su lugar en él (se despierta siempre en cada salida del sol), aunque muchos todavía siente prejuicios acerca de él. Le importan poco los prejuicios infundados de los que no le conocen. Su reacción al miedo y a la sorpresa inicial (sin la agresión llana) generalmente es una clase de confortable sonrisa.

### Artículos Mágicos
El arma preferida de Drizzt son las cimitarras, y él lleva dos, llamadas Centella y Muerte Helada. También lleva una figura mágica, que convoca a su compañera, la pantera negra, Guenhwyvar. Drizzt usa un par de "Brazaletes de la Destreza Cegadora," que aumentan la agilidad del portador, aunque los usa en sus tobillos, en vez de en sus muñecas, convencido de que el juego de pies es tan importante, si no más, que la velocidad del golpe. Además, él sabe que un golpe cegador es difícil de realizar si el enemigo puede anticiparlo y reaccionar a él. La vestimenta de Drizzt consiste en una camisa, pantalones de cuero y botas suaves. Durante muchos años, Drizzt usó una armadura encantada de mithril, proporcionada por Bruenor, pero fue dañada recientemente, y ahora usa una camisa de seda de la araña que puede proteger mágicamente a su portador contra casi todos los golpes, salvo los ataques más mortales. La adamantita en su camisa es especial, pues no se vuelve polvo bajo la luz del sol, como la mayoría de las armaduras de los drow.

### Armas
Por medio de las sesiones del entrenamiento con su padre, Zaknafein Do'Urden, Drizzt destacó en el uso de las cimitarras, pero también aprendió la maestría con cada arma concebible para un drow. Esto no cambió después de que él hubiera venido al mundo de la superficie. Drizzt no necesita improvisar en combate usando ningún arma disponible para él, pero la mayoría de las veces utiliza sus dos cimitarras encantadas: Centella y Muerte helada. Tras la decisión de Catti-Brie de hacerse hechicera, también contará con el arco de esta, Taulmaril el "busca corazones"

#### Muerte Helada (Icingdeath)
Ingeloakastimizilian, conocido más comúnmente como Icingdeath (Muerte Helada), era un wyrm blanco que vivía en una cueva de hielo en una parte del glaciar de Reghed llamado Evermelt, y al que mataron Wulfgar y Drizzt. Drizzt encontró a Muerte Helada en el tesoro del dragón, por quien la espada fue nombrada. Es mencionada por primera vez en La Piedra de Cristal. Drizzt la sostiene generalmente en su mano derecha. La empuñadura de la cimitarra está hecha de adamantita negra con la forma de una pantera y la hoja está hecha de plata con un borde de diamante.
La forma de la pantera de la empuñadura es lo que atrajo a Drizzt en un primer momento, porque le recordaba a su compañera de caza, Guenhwyvar. El arma absorbe el fuego y el calor, protegiendo a quien la empuña contra el fuego. Esta cimitarra mágica salvó la vida de Drizzt cada vez que hizo frente a Errtu, pues el fuego es inherente en este demonio. Muerte Helada pudo ser diseñada para combatir a este tipo de criaturas; Drizzt lo describe como un hambre que emana de la espada siempre que un demonio está cerca. De este modo, fue alertado de la presencia de un demonio en Cerco de Oscuridad.
Historia: Durante la mitad del decimotercer siglo, algunos defensores del Alto Bosque se unieron para ayudar a detener la corrupción derivada de los demonios de La puerta del infierno. Andrath, un clérigo de Eldath creó una cimitarra con la ayuda de su diosa para una semielfa guardabosques/druida de Meilikki llamada Celina, una feroz defensora del bosque. Al poco tiempo ella y Andrath cayeron frente a los demonios, pero no sin llevarse un grupo entero con ellos. Parte del alma de Celina aún se conserva en el arma que empuñó y la alimenta de inteligencia y del odio contra los demonios que profanaron su querido bosque. Tristemente, la cimitarra se quedó sin nombre hasta poco más de un siglo más tarde, cuando el célebre guardabosques Drizzt Do'urden la concedió el nombre del dragón en cuya guarida encontró.

#### Centella
Como la compañera de Muerte Helada, Centella también brilla con un color azul, según se describe en Luz en las Tinieblas, aunque con un tono diferente de azul (morado azulado), y solamente en temperaturas frías extremas.
Centella es la compañera de la cimitarra Muerte de Hielo, sostenida en su mano izquierda (y enfundada en su cadera derecha). Drizzt recibió a Centella del mago Malchor Harpell cuando él perseguía a Artemis Entreri después de que el asesino capturara a Regis en la novela Ríos de Plata. Centella primero fue mencionada en la novela La Gema del Halfling.
Las propiedades defensivas de la cimitarra se han revelado entre las líneas; cada vez que Drizzt entra en combate y hay un golpe dirigido hacia él, Centella casi siempre está allí para bloquear el golpe. Forjada por los elfos de una edad pasada, Centella tiene un zafiro estrella en su empuñadura, y la hoja brilla intensamente azul cuando el peligro está cerca. Esto se pudo haber inspirado por Dardo (Sting), la espada de Bilbo y de Frodo Bolsón descrita por J. R. R. Tolkien, y que emitía cierto resplandor cuando había orcos cerca.
"Fue forjada gracias a la magia de los poderes que todos los elfos de la superficie tienen en tan gran estima -explicó Malchor-. La magia de las estrellas y de la luna, y de los misterios de sus almas. Te la mereces, Drizzt Do'Urden, y te será de gran utilidad"
-extraído de "La gema del Halfling''
Además de sus cimitarra y su pantera, en el último libro llamado Neverwinter, la ciudad de Luna Plateada después de su contribución a la paz con los orcos le regalan un unicornio al que puede convocar cuando quiera llamado Andahar.

### Combate/Tácticas
Drizzt lucha con el estilo de dos armas largas, muy poco común entre los guerreros drow (a pesar de lo que se cree comúnmente, consultar "Estilos de Pelea Drow"), por la enorme destreza que este requiere. Fue entrenado por su padre, Zaknafein, "el mejor Maestro de Armas con quien cruzar espadas en Menzoberranzan", que enseñó a Drizzt los movimientos a superar los fundamentos del arte marcial drow, para pensar de una manera creativa ante cualquier lucha. Su técnica estaba más orientada sobre el entrenamiento de sus músculos para responder, rápidamente y en armonía perfecta, a las llamadas de la mente, y más importantemente, a las llamadas de la imaginación. Él le enseñó que la improvisación, respuestas no de memoria, diferencia al guerrero de un Maestro de Armas. 
Cuando las cosas se ponen feas, o cuando enfrenta a rivales tales como dragones o a gigantes de la escarcha, llama sus capacidades innatas de drow para conjurar un globo de oscuridad mágica impenetrable que ni él mismo ni su rival pueden ver a través. Dependiendo de la situación, Drizzt puede continuar la lucha a partir de allí. En esa situación, Drizzt lucha confiando en sus instintos, guiándose por el sonido, e incluso sintiendo el aire alrededor de él para predecir ataques del enemigo y buscando huecos en sus defensas.
Al perseguir a alguien o cuando se encuentra incapaz de ver a sus enemigos, Drizzt invoca a menudo sus capacidades innatas de rodear su blanco con el fuego fatuo, las llamas púrpuras que no queman, pero sí pueden ser vistas, incluso si el blanco se vuelve invisible, según lo demostrado en la Gema del Halfling. 
Drizzt nunca toma pociones, prefiriendo confiar en sus propias habilidades, equipo y amigos (generalmente Bruenor, Cattie-brie, Wulfgar, Regis y Guenhwyvar) para ayudarle si se encuentra en un apuro.

### 1 - El Elfo Oscuro
- La morada (1990)
- El exilio (1990)
- El refugio (1991)

### 2 - El Valle del Viento Helado
- La piedra de cristal (1988)
- Ríos de plata (1989)
- La gema del halfling (1990)

### 3 - El Legado del drow
- El Legado (1992)
- Noche sin Estrellas (1992)
- Cerco de Oscuridad (1993)
- Luz en las Tinieblas (1993)

### 4 - Sendas de Tinieblas
- El estigma de Errtu (1998)
- La columna del mundo (1999)
- El mar de las espadas (2001)

### 5 - Las Espadas del Cazador
- Los mil Orcos (2002)
- Los senderos de la muerte (2003)
- Las dos espadas (2004)

### 6 - Los Mercenarios
- El siervo de la piedra (2000)
- La promesa del Rey Brujo (2005)
- El camino del patriarca (2006)

### 7 - Transiciones
- El Rey Orco (2007)
- El Rey Pirata (2008)
- El Rey Fantasma (2009)

### 8 - Neverwinter
- Gauntlgrym (2010)
- Neverwinter (2011)
- La garra de Charon (2012)
- El último umbral (2013)

### 9 - La Secesión
- Los compañeros (2013)

### 10 - El códice de los compañeros
- La noche del cazador (2014)
- La llegada del Rey (2014)
- La venganza del enano de hierro (2015)

### 11 - La vuelta a casa
- Archimago (2015)
- Maestro (2016)
- Héroe (2016)

### 12 - Generations
- Timeless (2018)
- Boundless (2019)
- Relentless (2020)

### 13 - The Way of the Drow
- Starlight Enclave (2021)
- Glacier's Edge (2022)
- Lolth's Warrior (2023)

- Datos: Q114455
- Multimedia: Drizzt Do'Urden / Q114455